# Melaleuca linariifolia
Melaleuca linariifolia är en myrtenväxtart som beskrevs av James Edward Smith. Melaleuca linariifolia ingår i släktet Melaleuca och familjen myrtenväxter. Inga underarter finns listade i Catalogue of Life.

## Bildgalleri

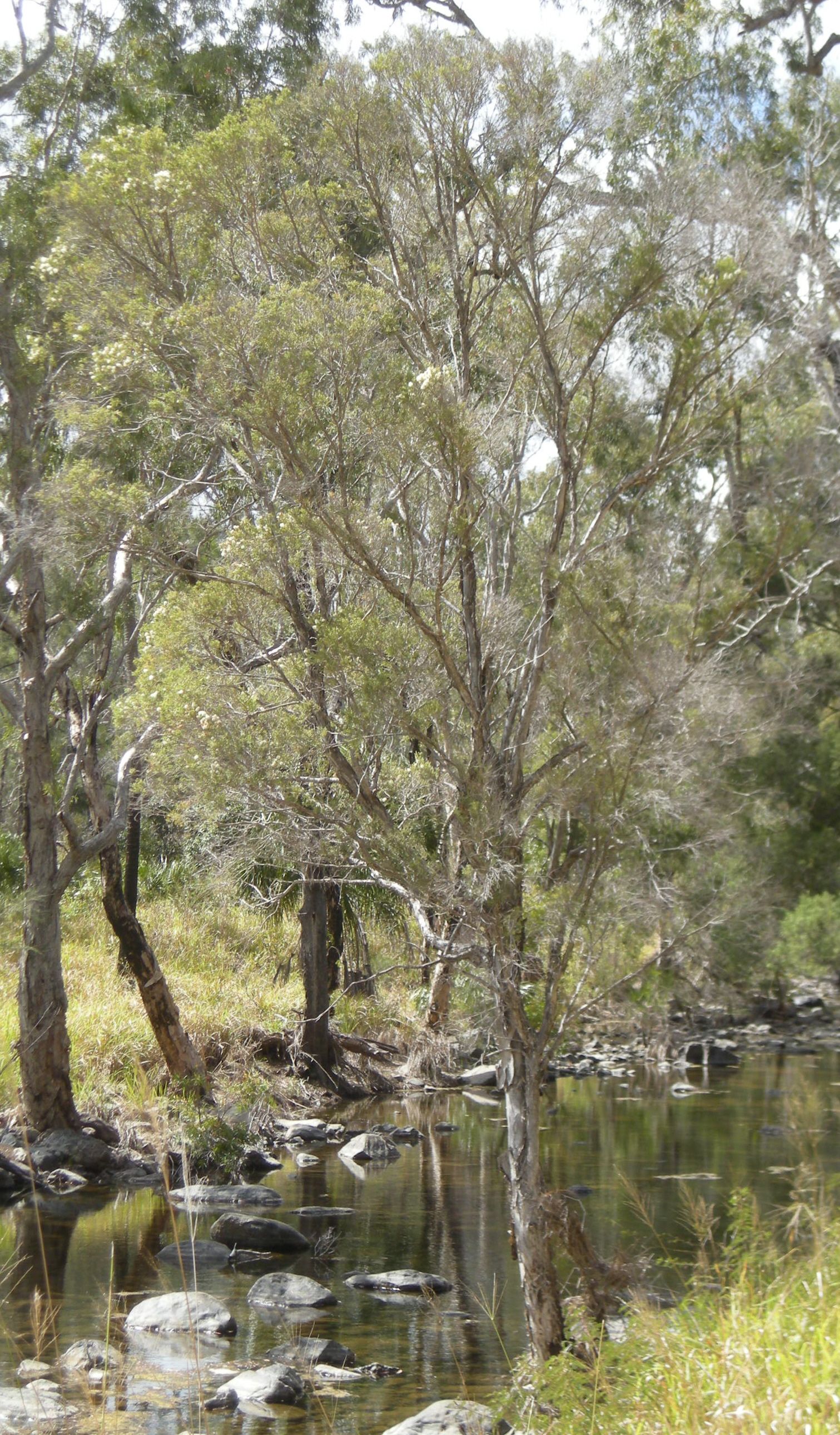
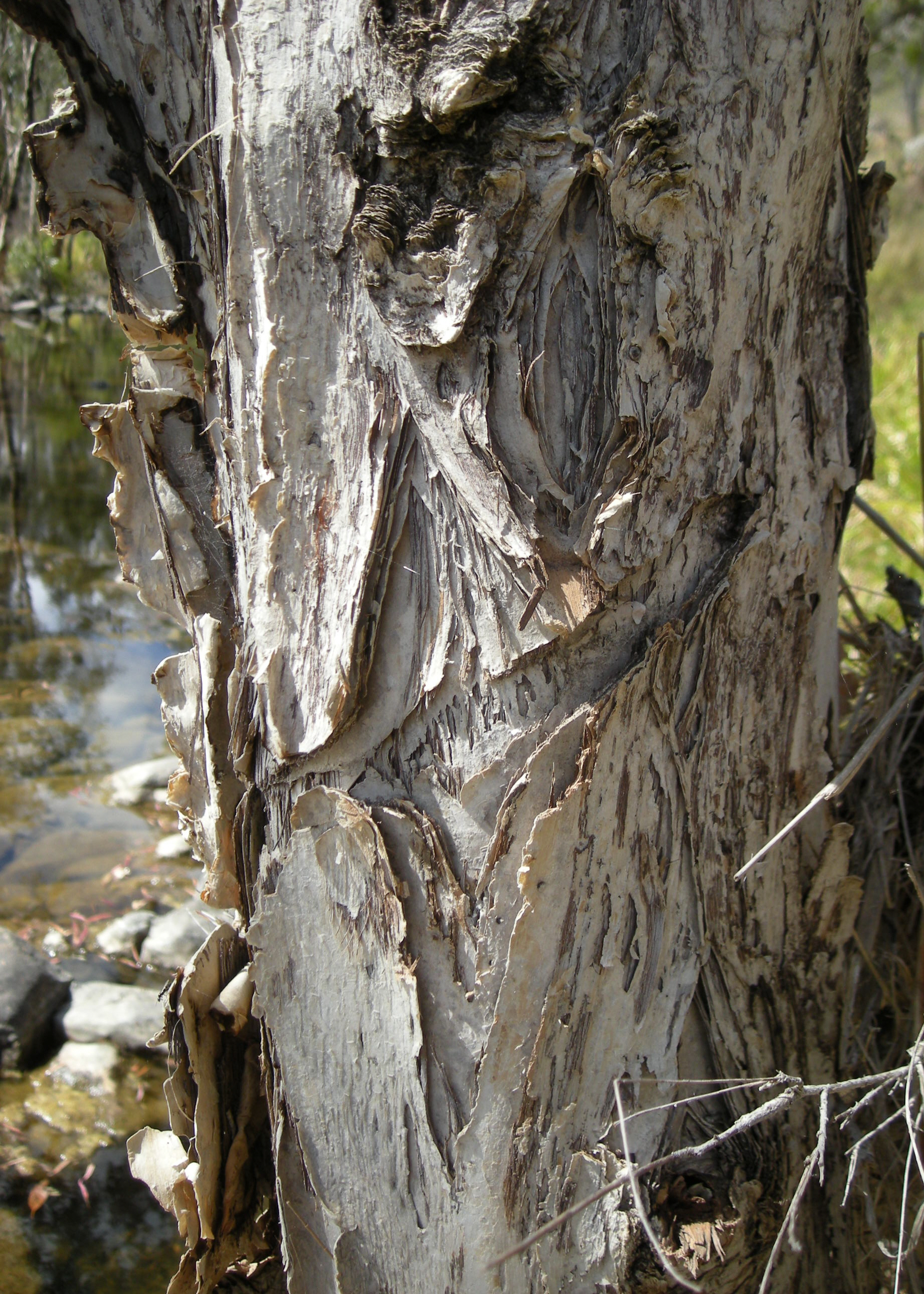
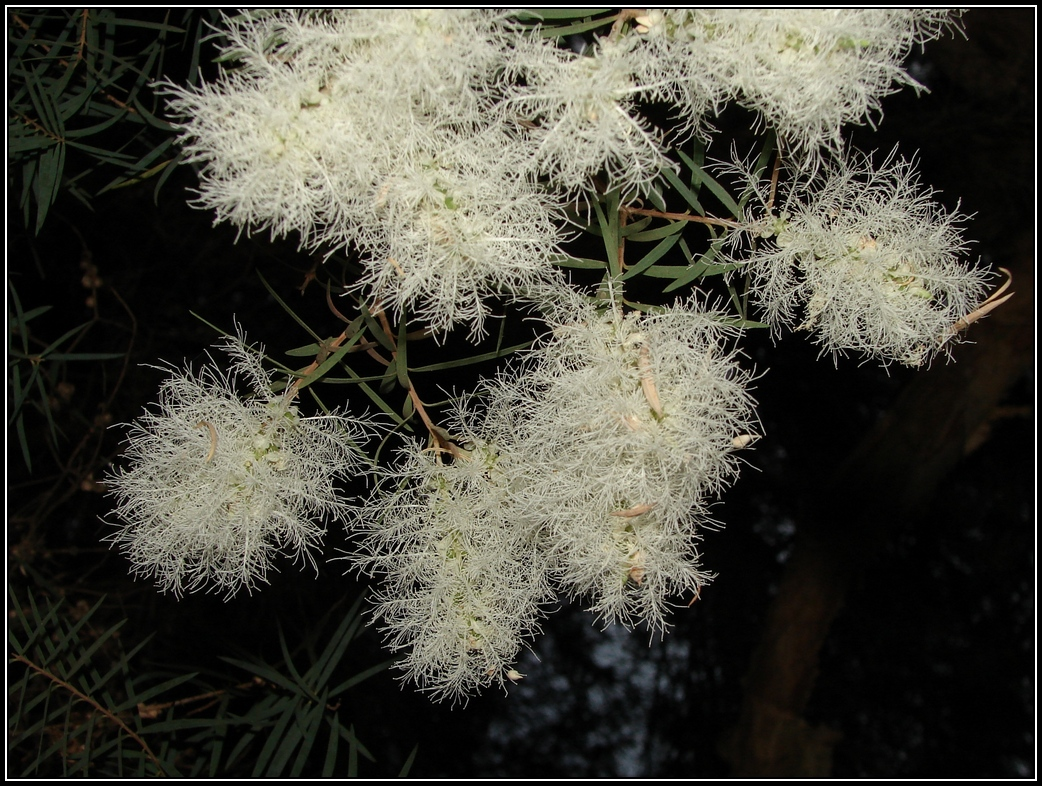
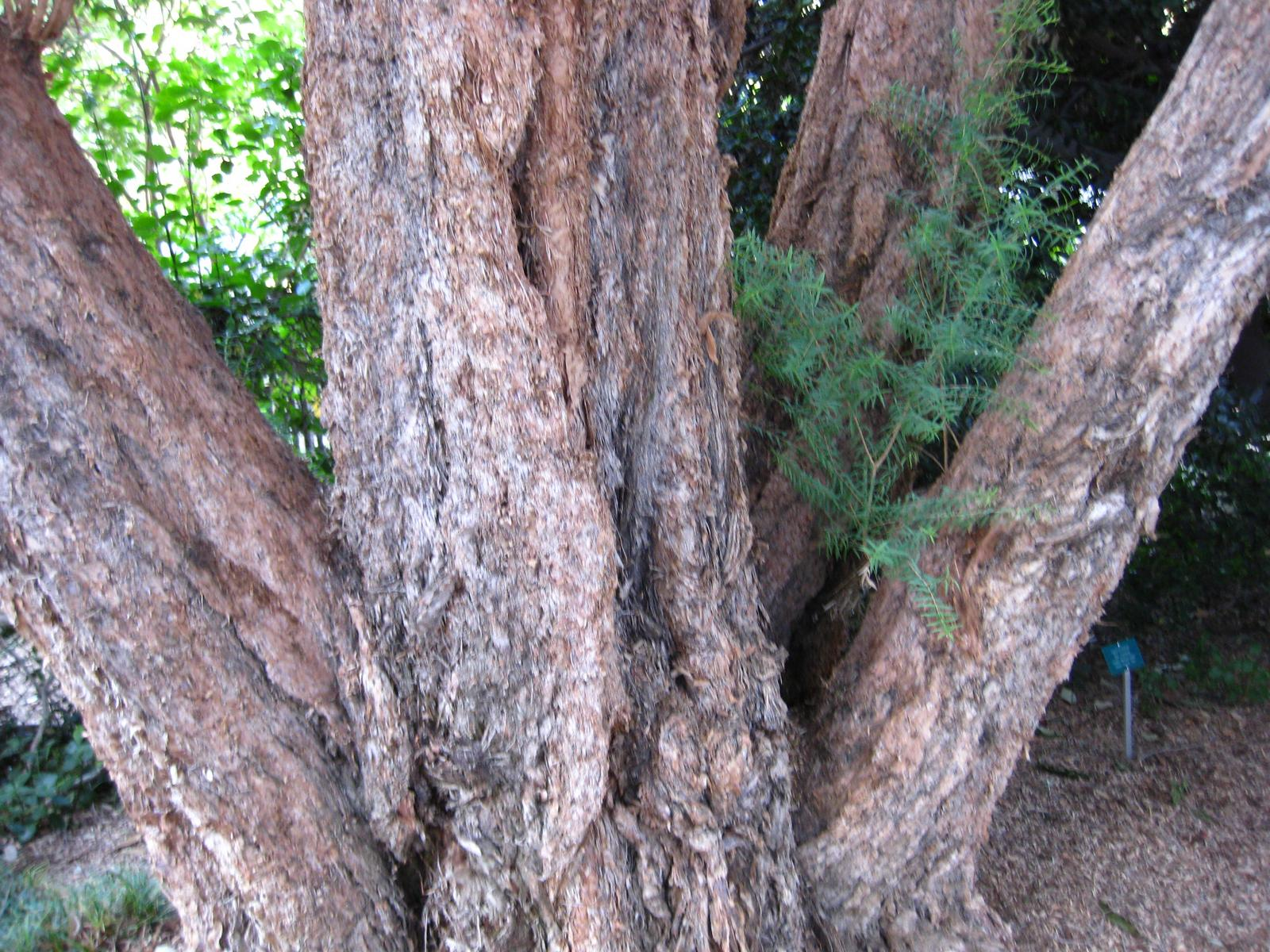
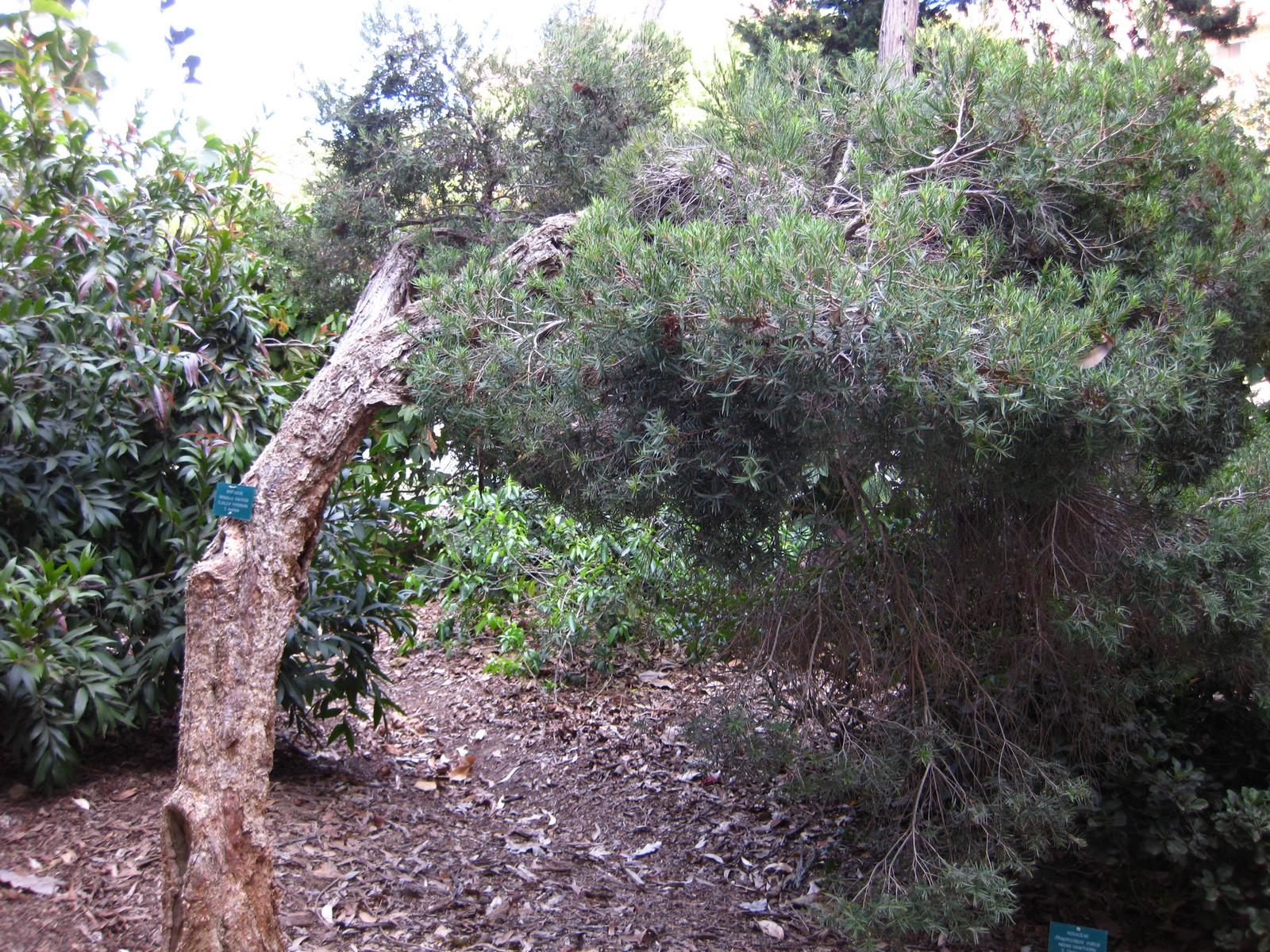